# Шлях (Конотопський район)
Шлях —  село в Україні, у Кролевецькій міській громаді Конотопського району Сумської області. Площа - 111,9 га. Населення становить 80 осіб. До 2020 орган місцевого самоврядування — Білогривська сільська рада.

## Географія
Село Шлях знаходиться за 10 км від міста Кролевець на автомобільній дорозі Т 1907. Примикає до села Воронцове, на відстані 1 км розташоване село Білогриве. Поруч проходить залізниця, станція Брюловецький за 1,5 км. Біля села знаходиться великий лісовий масив - урочище Приблудине.

## Символіка
Півколеса веде до назви села Шлях (герб є напівпромовистим). Сокира означає великі лісові масиви біля села.

## Історія
Село з'явилося майже одночасно з селом Білогриве, близько 1865 р. уздовж шляху з м. Кролевець до селища Вороніж. Звідси і назва села - Шлях. Розвивалося село одночасно з селом Білогриве і вони мають спільну історію.
12 червня 2020 року, відповідно до розпорядження Кабінету Міністрів України № 723-р «Про визначення адміністративних центрів та затвердження територій територіальних громад Сумської області», село увійшло до складу Кролевецької міської громади.
19 липня 2020 року, в результаті адміністративно-територіальної реформи та ліквідації Кролевецького району, увійшло до складу новоутвореного Конотопського району.